# Maurice Wilkins
Pour les articles homonymes, voir Wilkins.
Maurice Hugh Frederick Wilkins (Pongaroa, district de Tararua, Nouvelle-Zélande, 15 décembre 1916 -  Blackheath, Londres, Angleterre, 5 octobre 2004) est un physicien britannique d'origine néo-zélandaise principalement connu pour ses travaux sur les rayons X. 

## Biographie
Wilkins est né à Pongaroa, au nord de Wairarapa, Nouvelle-Zélande. Arrivé au Royaume-Uni à l'âge de six ans, il étudia la physique au St John's College de Cambridge, puis en 1940 il reçut son doctorat de physique à l'Université de Birmingham. Pendant la Seconde Guerre mondiale, il travaille sur le Projet Manhattan à l'Université de Californie à Berkeley avant de retourner au King's College de Londres.
Au King's College il poursuivit, parmi d'autres choses, des travaux sur la diffraction des rayons X. C'est son travail, ainsi que celui de sa collègue Rosalind Elsie Franklin qui conduisit James Dewey Watson et Francis Crick à proposer la structure de l'ADN en 1953. Il montra que la structure en double hélice qu'ils avaient proposée était correcte, grâce aux clichés de Franklin.
En 1962, il partage le prix Nobel de physiologie ou médecine avec Watson et Crick. Il resta au King's College.